# Nicol Ruprecht
Nicol Ruprecht (Innsbruck, 2 ottobre 1992) è un'ex ginnasta austriaca. È stata la ginnasta ritmica austriaca di maggior successo.

## Biografia
Anche sua sorella minore, Anna Ruprecht, è una ginnasta ritmica.

## Carriera
Ruprecht ha iniziato a praticare ginnastica ritmica nel 2001 e ha gareggiato in numerose serie di coppa del mondo e gran prix.
Ha gareggiato per la prima volta ai mondiali come membro della squadra austriaca nel 2010 a Mosca e l'anno successivo ai mondiali del 2011 a Montpellier. Ha gareggiato nel Test Event pre-olimpico di Londra 2012, finendo 24ª nella classifica generale, non si è quindi qualificata alle Olimpiadi. Ha gareggiato alla finale del grand prix 2012 a Brno dove ha vinto il bronzo in palla e clavette diventando la prima ginnasta ritmica austriaca a vincere una medaglia alla finale di grand prix.
Nel 2013, dopo il ritiro di Caroline Weber, Ruprecht è diventata la più importante ginnasta ritmica austriaca. È arrivata 41ª nelle qualifiche del concorso individuale ai campionati del mondo 2013 a Kiev e 26a nel concorso individuale al mondiale 2014. Ruprecht è arrivata 12ª nella classifica del concorso individuale agli europei 2014 dietro a Varvara Filiou. Ha gareggiato alla finale del grand prix 2014 a Innsbruck sua città natale, è arrivata 5ª nel concorso individuale ed ha ottenuto il bronzo nella specialità del cerchio.
Nel 2015 Nicol si è classificata 11ª nella classifica del concorso individuale alla prima edizione dei giochi europei, davanti alla bulgara Nevjana Vladinova. Si è qualificata alla sua prima finale mondiale nel concorso individuale nel 2015 finendo 18ª. Dal 2 al 4 ottobre, Ruprecht ha gareggiato all'Aeon Cup 2015 a Tokyo in Giappone finendo 7ª nella finale del concorso individuale con un totale di 69.366 punti.
Nella stagione 2016, Ruprecht ha iniziato partecipando al gran prix di Mosca 2016, finendo 9ª nella classifica generale con un totale di 69.016 punti e si è qualificata a 2 finali di specialità. A marzo ha gareggiato al torneo MTM di Lubiana finendo 5ª nella classifica generale con un totale di 70.300 punti; nelle finali di specialità ha vinto due bronzi con palla e clavette. Al 30° grand prix di Thiais è arrivata 11ª nella classifica generale con un totale di 70.617 punti. Ad aprile si è classificata 11ª alla coppa del mondo di Pesaro 2016 con un totale di 70.400 punti. Nello stesso mese, Ruprecht ha conquistato un posto per le Olimpiadi finendo seconda tra le 8 ginnaste con il punteggio più alto non ancora qualificate al Test Event pre-olimpico di Rio de Janeiro 2016. A maggio Ruprecht ha gareggiato al gran prix di Brno finendo 7ª nella classifica del concorso individuale con un totale di 70.550 punti e si è qualificata a tutte e 4 le finali di specialità. A luglio ha gareggiato alla coppa del mondo di Berlino finendo 11ª nella classifica generale. Ad agosto Nicol ha gareggiato alle Olimpiadi 2016 tenutesi a Rio de Janeiro. È arrivata 20ª nelle qualifiche individuali e non si è qualificata tra le prime dieci ammesse alla finale.
Nel 2017 Ruprecht ha gareggiato al gran prix di Mosca finendo 9ª nella classifica generale e qualificandosi a tutte le finali di specialità. Ad aprile ha gareggiato alla tappa di Pesaro della coppa del mondo, finendo 14ª nella classifica generale. A maggio Ruprecht è alla coppa del mondo di Sofia finendo 21ª nella classifica del concorso individuale. A luglio, Ruprecht è arrivata 11ª nella classifica individuale alla tappa della coppa del mondo di Berlino. Si è qualificata alla finali di cerchio e clavette. Ruprecht ha gareggiato ai Giochi mondiali 2017 tenutisi a Breslavia dal 20 al 30 luglio; senza qualificarsi a nessuna delle finali di specialità. Tra agosto e settembre gareggia ai mondiali di Pesaro 2017, arrivando 23ª nella finale del concorso individuale.
Nel marzo 2018 Nicol si è piazzata 19ª nella classifica generale al gran prix di Thiais. Ruprecht ha poi gareggiato alla coppa del mondo di Sofia finendo 14ª nella classifica generale. Dal 16 al 17 maggio ha gareggiato al Grand Prix di Holon finendo 10ª nella classifica generale, qualificandosi alla finale al cerchio.
È arrivata 29ª nel concorso individuale ai campionati europei 2021 a Varna, in Bulgaria. Il giorno successivo, ha annunciato il suo ritiro dalla ginnastica agonistica sul suo profilo Instagram.

## Palmarès
- Finali di Grand Prix

Brno 2012: bronzo alla palla
Brno 2012: bronzo alle clavette
Innsbruck 2014: bronzo nel cerchio